# Zhong Weiping
Zhong Weiping (en chino: 仲维萍; Shanghái, 23 de octubre de 1981) es una deportista china que compitió en esgrima, especialista en la modalidad de espada.
Ganó tres medallas en el Campeonato Mundial de Esgrima entre los años 2002 y 2008.
Participó en dos Juegos Olímpicos de Verano, ocupando el sexto lugar en Atenas 2004, en el torneo por equipos, y el décimo en Pekín 2008, en la prueba individual.

## Palmarés internacional
| Campeonato Mundial | Campeonato Mundial | Campeonato Mundial | Campeonato Mundial |
| Año                | Lugar              | Medalla            | Prueba             |
| ------------------ | ------------------ | ------------------ | ------------------ |
| 2002               | Lisboa (Portugal)  | Medalla de bronce  | Espada por equipos |
| 2006               | Turín (Italia)     | Medalla de oro     | Espada por equipos |
| 2008               | Pekín (China)      | Medalla de plata   | Espada por equipos |